# Siguniang
Il Siguniang (caratteri cinesi: 四姑娘山; pinyin: sì gū niang shān; letteralmente: «montagna delle quattro ragazze») è un monte situato nella provincia cinese del Sichuan e appartenente ai monti Qionglai.
La cima più alta è il picco Yaomei (幺妹峰), che culmina a 6240 m di altezza.

## Il parco nazionale del monte Siguniang
Il parco turistico del monte Siguniang è stato dichiarato parco nazionale il 13 gennaio 2004 e l'area, per i suoi paesaggi, viene soprannominata spesso le «Alpi d'Oriente» (东方的阿尔卑斯) . È uno dei santuari dei panda giganti del Sichuan.